# Jan von Styrum
Jan von Styrum (* 13. April 1567 in Borculo; † 6. Novemberjul. / 16. November 1613greg. in Terborg) war ein niederländischer Söldner in spanischen Diensten während des Achtzigjährigen Kriegs und von 1592 bis 1597 Statthalter von Groenlo.

## Leben
Jan von Styrum war ein Sohn von Hermann Georg von Limburg-Styrum und dessen Ehefrau Maria, geborene von Hoya.
Im Jahr 1595 gelang es Jan von Styrum, die Stadt Groenlo gegen die Truppen von Moritz von Oranien während der Belagerung so lange zu verteidigen, bis ein spanisches Entsatzheer unter Cristóbal de Mondragón eintraf und Moritz zum Rückzug zwang.
Zwei Jahre später erschien Moritz von Oranien erneut und belagerte die Stadt. Jan von Styrum kannte aber die Pläne, weil sie zuvor von den Generalstaaten öffentlich gemacht wurden. Daher hatte er als zusätzliche Vorsichtsmaßnahme 2000 Gulden von der Bevölkerung eingesammelt, um die Besatzung zu besolden und zu bevorraten. Ende Juli, nach einer Belagerung von 18 Tagen, wurde Groenlo schließlich doch noch von Moritz besetzt.
Im Jahr 1603 kam er in den Besitz der Herrlichkeit Wisch und des Kasteels Wisch, wohin er seine Truppen verlegte. Moritz gab ihm seine Erlaubnis, sich in Gelderland niederzulassen.
Jan von Styrum vermählte sich am 26. Mai 1612 auf Schloss Wisch in Terborg mit Walburga Anna (1580–1618), Tochter des Grafen Wirich VI. von Daun-Falkenstein. Die Ehe blieb kinderlos.